# Young Man Blues
Young Man Blues est une chanson de blues écrite par le compositeur de jazz Mose Allison en 1958. Elle est plus connue pour la version en concert jouée par le groupe britannique The Who.

## Caractéristiques
La version originale de Mose Allison fut enregistrée le 7 mars 1957, lorsque son compositeur avait 29 ans, sur l'album Black Country Suite, comme part du morceau-titre. Appelé Blues sur ce disque, il durait seulement 1 min 24.
Ce morceau présente la particularité de posséder des paroles assez agressives, concernant la difficulté pour un jeune homme de se tailler une place dans la société.
Pete Townshend, guitariste des Who, entendit pour la première fois cette chanson en 1963, et le groupe commença à la jouer en 1964. Mais c'est la version de 1970, parue sur Live at Leeds qui est particulièrement célèbre. Le titre est interprété avec une force peu commune. Il débute avec un riff de Townshend, accompagné avec rage par John Entwistle et par d'intenses roulements de batterie de Keith Moon. Roger Daltrey chante en alternance avec le riff, puis la chanson se transforme en une longue improvisation, laissant le soin au guitariste de mener le groupe. 
Une version studio est parue sur l'édition remastérisée de Odds and Sods (enregistrée à l'origine pour faire partie de Tommy). Une autre version live est disponible sur l'édition deluxe de Who's Next.
Le groupe américain Foo Fighters joue depuis 2008 ce morceau pendant certains de leurs concerts, il existe une version live avec Roger Daltrey.

## Liens et sources
- Notes sur Who's Next
- Notes sur Live at Leeds
- Paroles
- Tablatures pour guitare